# Estación Kazanski
La Estación de ferrocarril Kazanski (en ruso: Каза́нский вокза́л, Kazanski vokzal) también conocida como Moscú Kazánskaya (en ruso: Москва́-Каза́нская, Moskvá-Kazánskaya) es una de las nueve estaciones de ferrocarril de Moscú, situada en la plaza Komsomólskaya, próxima a las estaciones Leningradski y Yaroslavski. El edificio de la estación está inspirado en la Torre Siuyumbiké de Kazán.
La estación Kazanskii sirve principalmente a dos grandes líneas de ferrocarril que irradian desde Moscú: en dirección este a Kazán, Ekaterimburgo y más allá (una de las vías del ferrocarril Transiberiano), y al sureste, a Riazán. Después de Riazán, la línea sureste se ramifica, por lo que los trenes procedentes de la estación de Kazanski sirven para la mayoría del sudeste de Rusia, Kazajistán y los estados de Asia Central postsoviéticos (en su mayoría a través de la línea Trans-Aral). Los trenes de cercanías que sirven estas dos direcciones utilizan la estación de Kazanski también.

## Trenes y destinos

### Larga distancia
| Número de tren | Nombre tren                                             | Destino                                | Operado por                |
| -------------- | ------------------------------------------------------- | -------------------------------------- | -------------------------- |
| 001/002        | Premium (ex. Tatarstán) (rus, tat: Премиум (Татарстан)) | Kazán                                  | Ferrocarriles Rusos        |
| 003/004        | Kavkaz (rus: Кавказ)                                    | Kislovodsk                             | Ferrocarriles Rusos        |
| 005/006        | Uzbekistán (uzb: Oʻzbekiston)                           | Taskent                                | Oʻzbekiston temir yoʻllari |
| 009/010        | Zhigulí (rus: Жигули)                                   | Samara                                 | Ferrocarriles Rusos        |
| 011/012        | Sochi (rus: Сочи)                                       | Ádler                                  | Ferrocarriles Rusos        |
| 013/014        | Yuzhny Ural (rus: Южный Урал)                           | Cheliábinsk (entrenador: Magnitogorsk) | Ferrocarriles Rusos        |
| 015/016        | Premium (ex. Ural) (rus: Премиум (Урал))                | Yekaterinburg                          | Ferrocarriles Rusos        |
| 017/018        | Kirguistán (kyr, rus: Кыргызстан)                       | Biskek                                 | Ferrocarriles Kirguises    |
| 019/020        | Premium (ex. Tiji Don) (rus: Премиум (Тихий Дон))       | Rostov-on-Don                          | Ferrocarriles Rusos        |
| 021/022        | Uliánovsk (rus: Ульяновск)                              | Uliánovsk                              | Ferrocarriles Rusos        |
| 023/024        | Premium (ex. Yármarka) (rus: Премиум (Ярмарка))         | Nizhni Nóvgorod (Moskovski)            | Ferrocarriles Rusos        |
| 025/026        | Italmas (rus, udm: Италмас))                            | Izhevsk                                | Ferrocarriles Rusos        |
| 029/030        | Premium (ex. Kuban) (rus: Премиум (Кубань))             | Novorossiysk                           | Ferrocarriles Rusos        |
| 031/032        | Orenbúrzhye (rus: Оренбуржье)                           | Orenburg                               | Ferrocarriles Rusos        |
| 033/034        | Osetia del Norte-Alania (os: Ирыстон, rus: Оcетия)      | Vladikavkaz                            | Ferrocarriles Rusos        |
| 035/036        | Altái (rus: Алтай)                                      | Barnaul                                | Ferrocarriles Rusos        |
| 039/040        | Bashkortostán (bash: Башҡортостан, rus: Башкортостан)   | Ufa                                    | Ferrocarriles Rusos        |
| 041/042        | Mordovia (erz, mok, rus: Мордовия)                      | Saransk                                | Ferrocarriles Rusos        |
| 051/052        | Sura (rus: Сура)                                        | Penza                                  | Ferrocarriles Rusos        |
| 053/054        | Chuvashia (chv: Чӑваш Ен, rus: Чувашия)                 | Cheboksary                             | Ferrocarriles Rusos        |
| 057/058        | Mari-El (mar, rus: Марий Эл)                            | Yoshkar-Olá                            | Ferrocarriles Rusos        |
| 059/060        | Tiumén (rus: Тюмень)                                    | Nizhnevártovsk                         | Ferrocarriles Rusos        |
| 089/090        | Zauralye (rus: Зауралье)                                | Petropavl                              | Ferrocarriles Rusos        |
| 099/100        | Tiji Don (rus: Тихий Дон)                               | Rostov-on-Don                          | Ferrocarriles Rusos        |
| 101/102        | Premium (ex. Sochi) (rus: Премиум (Сочи))               | Ádler                                  | Ferrocarriles Rusos        |
| 103/104        | Moskovia (rus: Московия)                                | Ádler                                  | Ferrocarriles Rusos        |
| 319/320        | Tayikistán (taj: Тоҷикистон)                            | Dusambé                                | Ferrocarriles Tayikos      |

### Otros destinos
| País       | Destinos |
| ---------- | --- |
| Kazajistán | Astana, Balqash, Karagandy, Pavlodar, Ridder |
| Rusia      | Anapa, Bereshino, Biysk, Bugulma, Dimitrovgrad, Grozny, Kirov, Kolomna, Krugloe Pole, Kurovskoye, Kumertau, Makhachkala, Naberezhnye Chelny, Nalchik, Nazran, Neryungri, Novokuznetsk, Orsk, Ramenskoye, Ryazan, Sarov, Sergach, Severobaykalsk, Tolyatti, Tommot, Tynda, Ulan-Ude, Zemetchino |
| Tayikistán | Kulob |